# 죽음 수용체 3
종양 괴사 인자 수용체 슈퍼패밀리 구성원 25 (Tumor Necrosis Factor Receptor Superfamily member 25, TNFRSF25) 또는 죽음 수용체 3 (Death Receptor 3, DR3)는 세포 자살 신호 및 세포 분화를 매개하는 종양 괴사 인자 수용체 슈퍼패밀리의 세포 표면 수용체이다. 유일하게 알려진 TNFSF 리간드는 TNF 유사 단백질 1A (TL1A)이다.

## 기능
이 유전자에 의해 암호화된 단백질은 TNF 수용체 슈퍼패밀리의 구성원이다. 이 수용체는 활성화되고 항원을 경험한 T세포에 의해 우선적으로 발현된다. 또한 TNFRSF25는 FoxP3 양성 조절 T세포에 의해 고도로 발현된다. TNFRSF25는 TL1A(TNFSF15)로 알려진 유일 리간드에 의해 활성화되며, 이는 Toll 유사 수용체 또는 Fc 수용체 활성화 후 항원 제시 세포 및 일부 내피 세포에서 빠르게 상향조절된다. 이 수용체는 핵인자 카파비 활성을 자극하는 TRADD 어댑터 분자 또는 캐스페이스 활성화를 자극하고 세포 자살을 조절하는 FADD 어댑터 분자를 통해 신호를 보내는 것으로 나타났다.
별개의 이소형을 암호화하는 이 유전자의 다수의 대체 스플라이싱된 전사체 변이체가 보고되었으며, 이들 중 대부분은 잠재적으로 분비된 분자이다. B 및 T세포에서 이 유전자의 대체 스플라이싱은 T세포 활성화 시 프로그래밍된 변화에 직면하며, 이는 주로 전체 길이의 막 결합 이소형을 생성하고 T 세포 활성화에 의해 유도된 림프구 증식 조절에 관여하는 것으로 생각된다. 특히, TNFRSF25의 활성화는 T세포 수용체의 이전 결합에 의존한다. TL1A에 결합한 후, TNFRSF25 신호 전달은 인터루킨 2 수용체를 통해 내인성 인터루킨 2에 대한 T세포의 민감성을 증가시키고 T세포 증식을 향상시킨다. 수용체의 활성화는 T세포 수용체 의존적이기 때문에, 생체 내 TNFRSF25의 활성은 동족 항원을 접하는 T 세포에 특이적이다. 휴식 중, 그리고 근본적인 자가 면역이 없는 개인의 경우 동족 항원과 정기적으로 만나는 대부분의 T세포는 FoxP3+ 조절 T 세포이다. 다른 외인성 신호가 없는 상태에서 TNFRSF25의 자극은 모든 CD4+ T세포의 8~10%에서 5일 이내에 모든 CD4+ T세포의 35~40%로 FoxP3+ 조절 T세포의 심오하고 고도로 특이적인 증식을 자극한다.